# Ondrej Bagoňa
Ondrej Bagoňa, též Andrej Bagoňa (26. listopadu 1936 – 27. prosince 1997) byl slovenský a československý politik Komunistické strany Slovenska a poslanec Sněmovny národů Federálního shromáždění za normalizace.

## Biografie
K roku 1971 se profesně uvádí jako hornický předák.
Ve volbách roku 1971 zasedl do slovenské části Sněmovny národů (volební obvod č. 120 – Prievidza, Středoslovenský kraj). Ve FS setrval do konce funkčního období, tedy do voleb roku 1976.